# Lista över läkemedelsföretag i Sverige
Detta är en lista över läkemedelsföretag som under åren har haft forskning, utveckling eller produktion baserad i Sverige.
| Företag                      | Grundat    | Status idag                                                                                           |
| Vitrum                       | 1877       | Fusionerades 1967 med Kabi                                                                            |
| Hässle                       | 1904       | Förvärvades 1942 av Astra                                                                             |
| Pharmacia                    | 1911       | Förvärvades 2002 av Pfizer (USA). Ingen verksamhet idag                                               |
| Astra                        | 1913       | Fusionerades 1999 med Zeneca (Storbritannien) till Astra Zeneca. Forskningen i Södertälje upphör 2012 |
| Svensk färgämnesindustri ASF | 1917       | I likvidation 1920                                                                                    |
| Leo Läkemedel                | 1914       | Förvärvades 1986 av Pharmacia. Idag McNeil                                                            |
| Ferrosan                     | 1919       | Förvärvades 1984 av Leo                                                                               |
| Bofors Nobelkrut             | 1920-talet | Produkter och forskning övertogs under 1970-talet av Astra                                            |
| Kabi                         | 1931       | Fusionerades 1990 med Pharmacia till Kabi Pharmacia. Ingen verksamhet idag                            |
| Tika                         | 1920-talet | Förvärvades 1939 av Astra                                                                             |
| Recip                        | 1942       | Förvärvades 1965 av Kabi                                                                              |
| Ferring                      | 1955       | Idag baserat i Schweiz                                                                                |
| Draco                        | 1955       | Alltsedan grundandet del av Astra-/ AstraZenecakoncernen. Nedlagt 2009                                |
| Fermenta                     | 1975       | Bolaget (senaste firmanamn "Welkins") avregistrerades 2005                                            |
| Gacell Laboratories          | 1986       | Fusionerades 1993 med Ethical Holdings plc, som 1998 förvärvades av Elan plc. Ingen verksamhet idag   |
| Medivir                      | 1986       | Verksamt i Huddinge kommun                                                                            |
| Diamyd Medical               | 1996       | Verksamt i Stockholm                                                                                  |
| Biovitrum                    | 2001       | Fusionerades 2010 med Swedish Orphan till Swedish Orphan Biovitrum (SOBI)                             |
| Rechon Life Science          | 2007       | Rechon tog över Ferrings anläggning i Limhamn i Malmö                                                 |